# Sjællandsserien 2022-23 (fodbold)
Sjællandsserien 2022-23, den sjettebedste fodboldrække i Danmark, er opdelt i to uafhængige puljer af 14 klubber, der spiller alle mod alle hjemme og ude.
Klubberne i pulje 1 er hjemmehørende i Region Hovedstaden udenfor det indre København, mens klubberne i pulje 2 er hjemmehørende i Region Sjælland. Sæsonen sluttes af med at de to puljevindere spiller imod hinanden i en enkelt kamp og vinderen bliver kåret som Sjællandsmester.

## Puljerne
| Pulje 1             | Pulje 2         |
| ------------------- | --------------- |
| Avarta II           | B. Frem         |
| Avedøre IF          | FC Nakskov      |
| BSF                 | Herfølge BK     |
| Espergærde IF       | Køge Nord FC    |
| Farum BK            | LUIF            |
| FC Rudersdal        | Nordfalster FB  |
| Fredensborg BI      | Nykøbing FC II  |
| Glostrup FK         | Ringsted IF     |
| Hørsholm-Usserød IK | RB1906          |
| IF Skjold Birkerød  | Slagelse B&I II |
| Liria FK            | Solrød FC       |
| Lundtofte BK        | Såby Fodbold    |
| Snekkersten IF      | Tuse IF         |
| Taastrup FC         | Vordingborg IF  |